# Gonikoppal
Gonikoppal è una suddivisione dell'India, classificata come census town, di 7.251 abitanti, situata nel distretto di Kodagu, nello stato federato del Karnataka. In base al numero di abitanti la città rientra nella classe V (da 5.000 a 9.999 persone).

## Geografia fisica
La città è situata a 12° 11' 14 N e 75° 55' 12 E.

## Società

### Evoluzione demografica
Al censimento del 2001 la popolazione di Gonikoppal assommava a 7.251 persone, delle quali 3.800 maschi e 3.451 femmine. I bambini di età inferiore o uguale ai sei anni assommavano a 910, dei quali 465 maschi e 445 femmine. Infine, coloro che erano in grado di saper almeno leggere e scrivere erano 5.648, dei quali 3.143 maschi e 2.505 femmine.